# Арвидссон, Рольф
Рольф А́рвидссон (швед. Rolf Arfwidsson; 11 мая 1928, Норрчёпинг, Эстергётланд — 2 августа 2021) — шведский кёрлингист.
В составе мужской сборной Швеции по кёрлингу участник чемпионата мира 1962 (первого чемпионата мира, где участвовала сборная Швеции, заняли четвёртое место). Чемпион Швеции среди мужчин, чемпион Швеции среди ветеранов.
Играл на позиции четвёртого, был скипом команды.
В 1964—1970 был членом совета директоров Ассоциации кёрлинга Швеции, в 1966—1970 был председателем совета директоров Ассоциации.
В 1971 введён в Зал славы шведского кёрлинга (швед. Stora Curlare).

## Достижения
- Чемпионат Швеции по кёрлингу среди мужчин: золото (1962).
- Чемпионат Швеции по кёрлингу среди ветеранов: золото (1975).

## Команды
| Сезон   | Четвёртый       | Третий           | Второй           | Первый     | Турниры                      |
| ------- | --------------- | ---------------- | ---------------- | ---------- | ---------------------------- |
| 1961—62 | Рольф Арвидссон | Кнут Бартельс    | Пер Ивар Рюдгрен | Арне Стерн | ЧШМ 1962 · ЧМ 1962 (4 место) |
| 1974—75 | Рольф Арвидссон | Кнут Г. Бартельс | Carl W Kalin     | Арне Стерн | ЧШВ 1975                     |

(скипы выделены полужирным шрифтом)

## Частная жизнь
Из семьи кёрлингистов: его отец Дан (швед. Dan Arfwidsson) был чемпионом Швеции  в 1923.
Был женат на шведской кёрлингистке Барбро Арвидссон, чемпионке Европы (1978) и бронзовом призёре чемпионата мира среди женщин 1986. Их дочь Гунилла Арвидссон-Эдлунд (швед. Gunilla Arfwidsson-Edlund) также кёрлингистка, бронзовая медалистка чемпионата мира среди ветеранов 2017.
Вне кёрлинга был юристом.